# 胡浚
胡浚（1687年—1758年），字竹巖、又字希张，清朝浙江山陰人。
康熙二十六年丁卯（1687年）生。工駢體。康熙五十九年（1720年）中舉。雍正三年，知洧川縣。雍正二五年，以“丁櫯事”落職。乾隆初，舉博學鴻詞科，不遇。乾隆二十三年（1758年）卒。著有《绿罗山庄诗文全集》五十七卷。